# On the Wrong Scent
On the Wrong Scent è un cortometraggio muto del 1909 scritto e diretto da Horace Vinton.

## Produzione
Il film fu prodotto dalla Essanay Film Manufacturing Company.

## Distribuzione
Il film - un cortometraggio della lunghezza di 125 metri - uscì nelle sale cinematografiche USA il 24 novembre 1909.
Nelle proiezioni, veniva programmato con il sistema dello split reel, accorpato in un'unica bobina con un altro cortometraggio prodotto dall'Essanay, la commedia A Lady's Purse.